# 山口守孝
山口 守孝（やまぐち もりたか、生没年不詳）は、戦国時代の武将で織田家家臣。
通称海老之丞。名は広憲とも伝えられる。

## 略歴
織田信長古参の武将で、永禄3年（1560年）桶狭間の戦いにおいて、鳴海丹下砦の在番衆を務めた 。1573年(天正元年)、明忠院を建立。
守孝の娘は山岡景佐に嫁いだ 。